# Philadelphus schrenkii
Philadelphus schrenkii är en hortensiaväxtart som beskrevs av Franz Josef Ivanovich Ruprecht. Philadelphus schrenkii ingår i släktet schersminer, och familjen hortensiaväxter.

## Underarter
Arten delas in i följande underarter:
- P. s. jackii
- P. s. mandshuricus